# 마르멜루

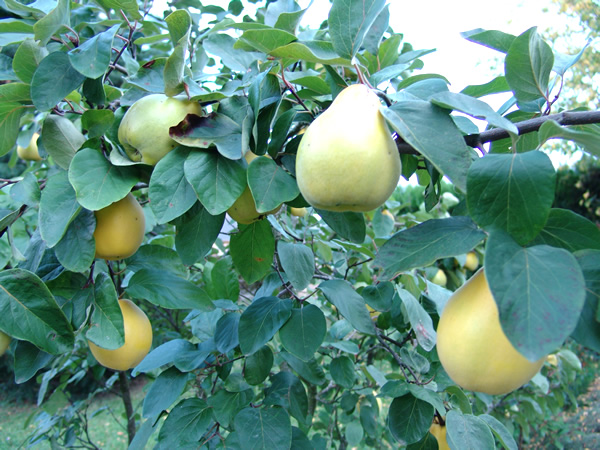
나무에 열린 마르멜루 열매

마르멜루(포르투갈어: marmelo)는 캅카스가 원산인, 장미과의 과일나무이다. 퀸스나 유럽모과라고도 불리며, 모과와 사과의 열매를 닮은 생김새를 띄고 있지만 이들 과일과는 전혀 다르다.
과육은 너무 딱딱하고 시기 때문에 그대로 먹지 않고 조리해서 먹는데, 보통 잼, 젤리, 푸딩 등으로 해 먹거나 껍질을 벗겨 구워서 먹는다. 과실주를 만들기도 한다. ‘마멀레이드’라는 말의 어원이 되는 과일이기도 하다.
또한 그리스 신화에서 트로이 전쟁의 원인이 된 황금사과가 마르멜루라는 설이 있다.

## 경작 품종
| - 'Aromatnaya' - 'Bereczki' - 'Champion' - 'Cooke's Jumbo' (syn. 'Jumbo') - 'Dwarf Orange' - 'Gamboa' - 'Iranian' - 'kashmiri Bumm tchoont' - 'Isfahan' | - 'Le Bourgeaut' - 'Lescovacz' - 'Ludovic' - 'Maliformis' - 'Meeches Prolific' - 'Morava' - 'Orange' (syn. 'Apple quince') - 'Perfume' | - 'Pineapple' - 'Portugal' (syn. 'Lusitanica') - 'Shams' - 'Siebosa' - 'Smyrna' - 'Van Deman' - 'Vranja' (syn. 'Bereczki') |

| 마르멜루 생산량 – 2017년 | 마르멜루 생산량 – 2017년 |
| 국가                     | 단위: 톤                 |
| ------------------------ | ------------------------ |
| 튀르키예                 | 174,038                  |
| 중국                     | 112,783                  |
| 우즈베키스탄             | 109,516                  |
| 이란                     | 78,777                   |
| 모로코                   | 45,746                   |
| 아제르바이잔             | 29,602                   |
| 전 세계                  | 692,262                  |
| 출처: UN FAOSTAT         |                          |